# Jan Laeremans
Jan Laeremans, né le 23 mai 1962 à Deinze, est un homme politique belge, membre du Vlaams Belang (VB).

## Biographie
Jan Laeremans nait le 23 mai 1962 à Deinze.
Lors des élections régionales de 2019, il est élu député au Parlement flamand.